# رایون
رایون نام واحدی در تقسیمات کشوری اغلب کشورهای شوروی سابق است. این اصطلاح در اصل از واژه فرانسوی «rayon» (به معنای کندوی زنبور یا بخش) وام گرفته شده‌است و هم برای تقسیمات کشوری کاربرد دارد و هم برای تقسیمات شهر. معادل رایون در فارسی معمولاً واژه بخش است.
رایون یک موجودیت اداری استانداردشده در اکثر کشورهای اتحاد جماهیر شوروی سابق است و معمولاً دو مرحله پایین‌تر از سطح ملی تقسیمات است. با این حال، در جمهوری‌های کوچکتر اتحاد جماهیر شوروی، رایون می‌تواند نخستین سطح تقسیمات کشوری نیز باشد. پس از فروپاشی اتحاد جماهیر شوروی، برخی از جمهوری‌ها این نام را حفظ کردند (به عنوان مثال جمهوری آذربایجان) و برخی دیگر آن را رها کردند (به عنوان مثال ارمنستان).
رایون در بلغارستان، به یک زیرمجموعه اداری از شهرها که به تقسیمات اداری کشور مربوط نیست، یا در مورد شهر صوفیه به زیرمجموعه‌های شهرداری این شهر گفته می‌شود.

## ریشه‌شناسی
رایون در زبان آذربایجانی rayon، در بلاروسی раён، در بلغاری район، در گرجی რაიონი، در لتونیایی rajons، در تالشی rəyon، در لیتوانیایی rajonas، در لهستانی rejon، در رومانیایی raion، در روسی райо́н و در اوکراینی райо́н نامیده می‌شود.
این واژه از اصطلاح hrāta در زبان فرانکی قدیم که معنای کندوی زنبور را می‌داد گرفته‌شده و ارتباطی با region در انگلیسی یا regio در لاتین ندارد.

## کشورهای دارای تقسیمات رایون
بیست و یک کشور دارای موجودیتی تحت عنوان رایون یا نمونه‌های محلی آن بوده یا هستند.
| کشور               | از         | تا         | نام محلی        |
| ------------------ | ---------- | ---------- | --------------- |
| آبخاز              |            | (موجود)    | araion (араион) |
| ارمنستان           |            | ۱۹۹۵       | Շրջան           |
| اتریش              |            | ~ ۱۹۱۸     | Rayon, Rajon    |
| جمهوری آذربایجان   |            | (موجود)    | rayon           |
| بلاروس             |            | (موجود)    | (раён (rajon    |
| بلغارستان          |            | (موجود)    | Район           |
| چین                |            | (موجود)    | 行政分区        |
| جمهوری کریمه       | ۲۰۱۴-۰۳-۱۶ | ۲۰۱۴-۰۳-۱۶ | Rayon           |
| جمهوری تالش        |            | (موجود)    | Rəyon           |
| استونی             |            | ۱۹۹۰       | rajoon          |
| گرجستان            |            | ۲۰۰۶       | (რაიონი (raioni |
| قزاقستان           |            | (موجود)    | райо́н           |
| لاتویا             |            | ۲۰۰۹-۰۷-۰۱ | rajons          |
| لیتوانی            |            | ۱۹۹۴       | rajonas         |
| مولداوی            |            | (موجود)    | raion           |
| رومانی             |            | ۱۹۶۸-۰۲-۱۶ | raion           |
| روسیه              |            | (موجود)    | райо́н           |
| اوستیای جنوبی      |            | (موجود)    | район           |
| اتحاد جماهیر شوروی |            | ۱۹۹۱-۱۲-۲۶ | райо́н           |
| ترانس‌نیستریا       |            | (موجود)    | раён            |
| اوکراین            |            | (موجود)    | райо́н           |